# 권오봉
권오봉(權五俸, 1959년 9월 13일~)은 대한민국의 정치인이다. 제7대 전라남도 여수시장이다.

## 학력
- 1972 여수동초등학교 졸업 28회
- 1975 여수구봉중학교 졸업 2회
- 1978 여수고등학교 졸업 27회
- 1982 고려대학교 경제학 학사
- 1984 경희대학교 대학원 도시개발행정학 석사
- 2002 미주리대학교 대학원 경제학 석사

## 경력
- 1982 제26회 행정고시 합격
- 1988~1992 경제기획원 경제기획국
- 1992~1994 경제기획원 예산실
- 1994~1996 경제기획원 예산실 방위예산1과
- 1996~2003 통계청 통계조사국, 경제통계국
- 2003. 1.~2003. 3. 대통령직 인수위원회
- 2003.0 4.~2005. 5. 기획예산처 재정기획관실
- 2005~2006 국회 사무처 예산결산특별위원회 부이사관
- 2006~2007 기획예산처 디지털예산회계시스템 추진기획단 단장
- 2007. 4.~2008. 2. 기획예산처 사회재정기획단 단장
- 2008. 3..~2009. 2. 기획재정부 예산실 사회예산심의관
- 2009. 2.~2010. 1. 기획재정부 재정정책국 국장
- 2010. 2.~2012. 5. 방위사업청 차장
- 2012. 5.~2013. 3. 지식경제부→산업통상자원부 무역위원회 상임위원
- 2013. 3.~2014. 8. 제10대 전라남도 경제부지사
- 2015. 7.~2017. 10. 제5대 광양만권경제자유구역청 청장
- 2018. 7.~2022. 6. 제41대 민선 7기 전라남도 여수시장(초선)

## 역대 선거 결과
|  | 52.19% |

|  | 22.37% |

| 전임 정순목 | 제4대 방위사업청 차장 2010년 2월 3일~2012년 5월 8일 | 후임 오태식(직무대리) 박청원 |

| 전임 정순남 | 제10대 전라남도 경제부지사 2013년 3월 24일~2014년 8월 1일 | 후임 우기종 |

| 전임 주철현 | 제7대 전라남도 여수시장(민선) 2018년 7월 1일~2022년 6월 30일 | 후임 정기명 |